# Orange Juice
Orange Juice — британская рок-группа, образованная в Глазго, Шотландия, в 1979 году певцом, гитаристом, фронтменом Эдвином Коллинзом (прежде — участником Nu-Sonics), а также Джеймсом Кёрком и Стивеном Дэйли, участниками The Machetes.
Группа, исполнявшая мелодичный гитарный поп-панк (обогатившийся фанк- и диско-влияниями после прихода барабанщика Зики Маньики) стала ударной силой лейбла Postcard Records, образованного Аланом Хорном. Здесь в 1980 году вышел дебютный сингл Falling And Laughing, после которого пресса провозгласила Orange Juice лидерами «нового шотландского поп-возрождения» 
Orange Juice выпустили три студийных альбома; все они входили в британский Top 40. Наивысшего результата в UK Singles Chart группа добилась с «Rip It Up» (февраль 1983, #8).

## Дискография

### Студийные альбомы
- You Can't Hide Your Love Forever (UK#21, 1982)
- Rip It Up (UK #39, 1982)
- Texas Fever (UK #34, 1984)
- The Orange Juice (1984)

### Синглы
- 1980 — Falling and Laughing
- 1980 — Blue Boy
- 1980 — Simply Thrilled Honey
- 1981 — Poor Old Soul
- 1981 — Wan Light
- 1981 — L.O.V.E….Love (UK #65)
- 1982 — Felicity (UK #63)
- 1982 — Two Hearts Together (UK #60)
- 1982 — I Can’t Help Myself (UK #42)
- 1983 — Rip It Up (UK #8)
- 1983 — Flesh of My Flesh (UK #41)
- 1984 — Bridge (UK #67)
- 1984 — What Presence (UK #47)
- 1984 — Lean Period (UK #74)